# Fundación Carl Faust
La Fundación Carl Faust en catalán Fundació Carl Faust es una fundación creada en Blanes por Karl Faust y Pius Font i Quer en 1951 con el objetivo de mantener el Jardín Botánico Marimurtra de Blanes, uno de los más notables de la Cuenca Mediterránea con una extensión de 16 hectáreas y creado en 1920. 
También quiere fomentar la investigación biológica y la protección de la flora amenazada tanto en  Cataluña como en la Cuenca Mediterránea. 
Desde el 2006 su presidente es Josep Nubiola i Armangué. 
En 2009 recibió la Creu de Sant Jordi.